# Јулијанска година
Јулијанска година је мерна јединица за време, а користи се у астрономији. Јулијанска година одговара периоду од тачно 365,25 дана или 31.557.600 секунди. Име произлази од чињенице да овај период одговара просечном трајању године у јулијанском календару, тачно 365,25 дана.
У пракси, овај је период одабран као практичан и интуитиван начин за изражавање дугих временских периода, јер одговара заокруженом броју дана колико траје стварни орбитални период Земље око Сунца, а то је тачно 365,2564 дана.
Јулијанске су године практичне за рад са ефемеридама где је непрактично наводити дане. На пример, орбитални период Плутона је 90.590 дана, но како људи нису навикли обрачунавати дуже временске периоде у данима, много је боље изразити овај период у јулијанским годинама, дакле као "248 јулијанских година“. Интуитивно је јасно да је „јулијанска година“ период времена који је врло близак стварном трајању године, а и период изражен у јулијанским годинама лако се прерачуна у дане.
Битно је напоменути да јулијанске године нису директно везане за појам јулијански дан, који се такође користи у астрономији. Јулијански дан, за разлику од јулијанске године, није мерна јединица за време већ редни број дана од изабране стартне тачке.

## Специфицирање и именовање епоха
Јулијанске године су основа за стандард именовања епоха у астрономији. Епоха специфицира одређени тренутак у времену. Јулијанска епоха Ј2000.0 је синкронизована са земаљским временом (ТТ) од 1. јануара 2000. у грегоријанском (не јулијанском!) календару, па се све будуће епохе могу израчунати и именовати према њој. Пример, епоха Ј2100.0 је тренутак тачно 36525 дана (100 јулијанских година) иза епохе Ј2000.0.
У астрономији се положаји звезда (ректасцензија и деклинација) полако мењају услед прецесије, па је при специфицирању координата нужно навести и епоху.
Светлосна година се базира на овој години.